# Benne preneuse

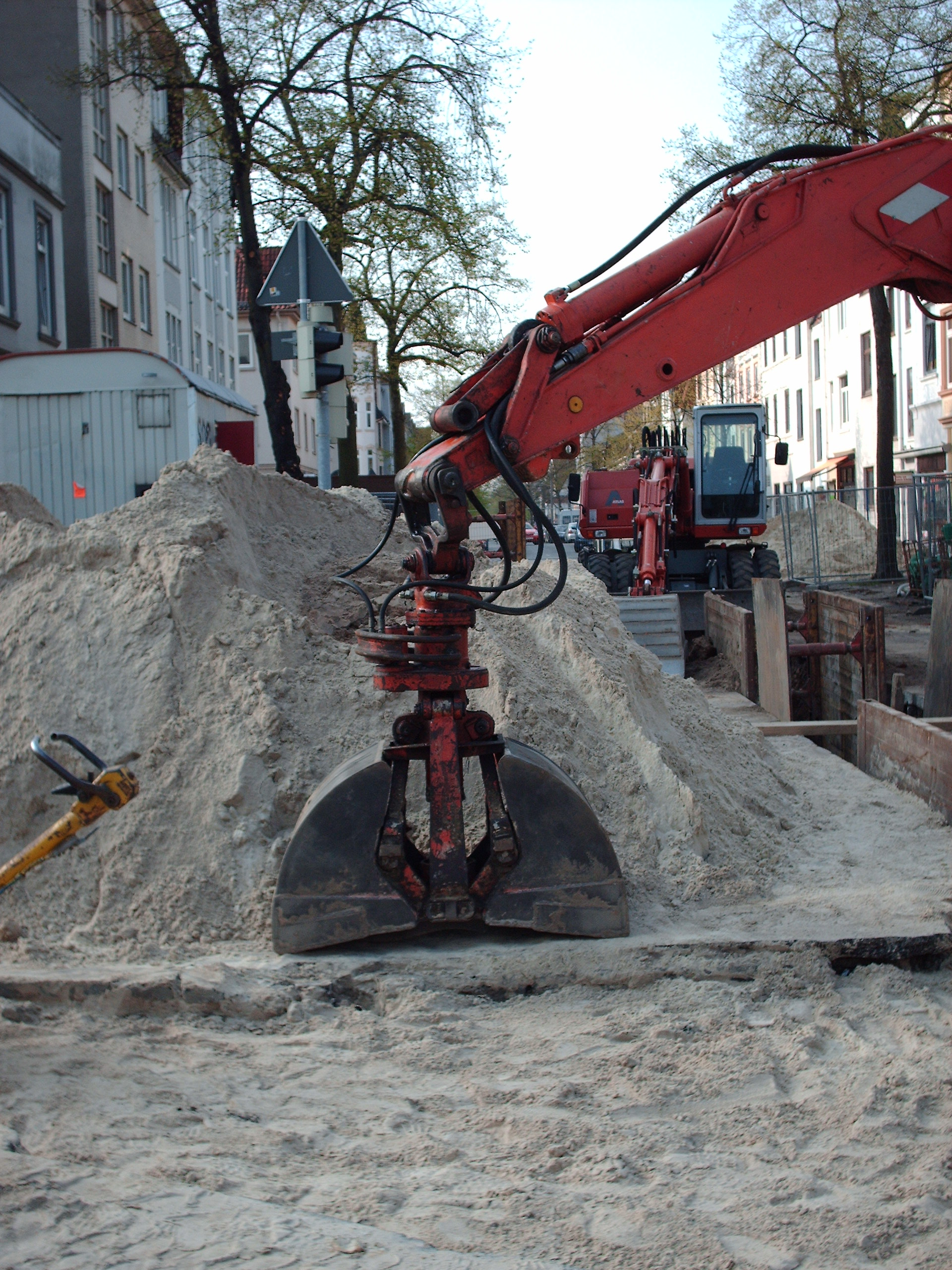
Une benne preneuse.

Une benne preneuse est un outil composé de deux godets « en pince » qui se referment sur les matériaux à excaver ou à charger.
Elle s'utilise suspendue aux câbles d'une grue à treillis ou d'une pelle portuaire, ou à la place du godet d'une pelle mécanique, sous un pont roulant ; elle peut être munie d'un « rotateur » hydraulique ou mécanique permettant une rotation de l'outil à 250° ou 360°, qui la rend apte à l'utilisation en travaux publics.
Les bennes preneuses de creusage sont composées d'un ou deux vérins verticaux qui garantissent une plus grande force de pénétration et de serrage tandis que les bennes preneuses de chargement sont composées d'un ou deux vérins horizontaux spécifiquement adaptés aux travaux de reprise, chargement et terrassement.
Une illustration de benne preneuse se trouve dans le Nautica mediterranea de Bartolomeo Crescenzio de 1607, p. 545. 

## Trépan-benne
Un trépan-benne est une benne preneuse à câble utilisée dans le forage, notamment des parois moulées, des pieux forés et des barrettes.